# Oostwoldzijlvest
Het Oostwoldzijlvest, Oostwolderzijlvest of Zijlvest van Oostwold is een voormalig waterschap in Duurswold, dat grotendeels samenviel met het oostelijke deel van het kerspel Siddeburen. Het is genoemd naar het middeleeuwse kerspel Oostwold. Het bestuur lag vermoedelijk bij de commandeur van het klooster Oosterwierum bij Heveskes, dat in het gehucht Eelshuis een voorwerk bezat. Het zijlvest omvatte een oppervlakte van 2000 deimten schatplichtig land, later ruim 1580 ha. 
Via het Eelwerdermaar en het Eelwerder of Solwerder Brandzijltje loosde het zijlvest zijn water in het Damsterdiep. Het Eelwerdermaar nam het water op van de Dijksloot en het Holemaar, die ontsprong in het Meedhuizermeer en een voortzetting vormde van de Munnikesloot. Zijtakken van de Dijksloot waren de Borg- of Borgwatering, de Borgsloot en de Bolhamstersloot (ook Boerhamstersloot of Olde Maar). De verlengde Dijksloot liep door tot aan de Sijpe aan de grens met het Oldambt. Mogelijk was was er een nog oudere afwateringssloot in het verlengde van het Holemaar, die via een duiker in het Damsterdiep uitmondde.
De grens met het Woldzijlvest werd gevormd door een kade (de latere Kooilaan). Daarlangs liep de Kaaijingssloot (of Kaaijensloot). Beide werden door het zijlvest onderhouden. Deze kade zette zich vermoedelijk ten noorden van de Burgwatering voort. Zodoende hoorde kennelijk niet heel Tjuchem, maar alleen het oostelijke deel bij het Oostwoldzijlvest; 19e-eeuwse kaarten bevestigen dit. De jaartax van 1555 noemt De Tiuchen en Holen apart van Oesterwolt.
De archieven van het zijlvest gaan niet verder terug dan 1635. De Eelwerder Zijlle wordt al genoemd in 1420. Het reglement dateert uit 1755.
Het zijlvest had vier onderdelen, eden of kluften, waarvan men in 1755 de ligging niet meer kende. Het bestuur bestond uit uit vier personen. Het zwaartepunt van het zijlvest lag in Siddeburen (oostzijde) en Oostwold. De lager gelegen onderdelen Tjuchem (dat is Oostertjuchem) en Oosterweeren (Weringe) hadden geen zitting in het bestuur. Ook de landerijen van Eelwerd en Opwierde (met Appingedam Zuidzijde ten oosten van de Scharreweersterweg) die deel uitmaakten van het Dorpsterzijlvest betaalden mee aan de kosten. Dat had waarschijnlijk te maken met het verplaatsen van de zeesluizen van Winneweer naar Delfzijl rond 1300. Kennelijk heeft het Oostwoldzijlvest ingestemd met deze maatregelen op voorwaarde dat de lager gelegen delen van het zijlvest niet extra belast zouden worden.
In 1632 werd in Siddeburen onderscheid gemaakt tussen het binnendijkse akkerland en het hooi- en weiland buitendijks. Ook was er verschil tussen het weer landt en het dijk landt aan de kant van de oudste Dollardpolders.
Tot de aanleg van de Drie Delfzijlen maakten de noordelijke dorpen gebruik van de uitwatering van het Farmsumerzijlvest. Opwierde moest namelijk nog in 1306 samen met Tuikwerd, Geefsweer en Meedhuizen meebetalen aan een nieuwe sluis bij Farmsum. Hoe het water van de zuidelijke onderdelen de zee bereikte, is niet duidelijk. Misschien maakte men gebruik van een duiker of grondpomp. Waarschijnlijker is echter dat het water via de Bolhamstersloot (verbasterd uit Boerhamstersloot) oftewel het Olde Maar en de Borgwatering zijwaarts wegstroomde. Dit kon hetzij naar het westen door de Buxzijl aan de Woldweg naar de Groeve, hetzij naar het oosten via het (latere) Meedhuizermeer naar Farmsum. De Borgwatering had vermoedelijk geen directe uitgang naar het Schildmeer, voordat er in 1803 een poldermolen bij Steendam werd geplaatst.
Het bestuur over het Oostwoldzijlvest was in de 18e eeuw in handen geraakt van de familie Rengers op het Huis te Farmsum, die zich heer van Siddeburen en Oostwold noemden.
Op het grondgebied van het Oostwoldzijlvest ontstonden de molenpolders Groote en Kleine Oostwolderpolder (1787), (Wester) Tjuchemerpolder (1803, deels), Noorder- (1801) en Zuiderpolder in de Oosterweeren (1807), Ooster Tjuchemer- of Zanderpolder (1806), Osseweiderpolder (1807) en Holepolder (1854). De polder Nijverheid (1832) maakte eveneens gebruik van de afwatering van het zijlvest.
Door de bouw van poldermolens en de aanleg van het Eemskanaal en het Afwateringskanaal van Duurswold is de waterstaatkundige situatie van het gebied grondig veranderd. Waterstaatkundig gezien ligt het gebied sinds 2000 binnen dat van het waterschap Hunze en Aa's.